# (869) Mellena
(869) Mellena ist ein Asteroid des Hauptgürtels, der am 9. Mai 1917 von dem Astronomen Richard Reinhard Emil Schorr in Hamburg-Bergedorf entdeckt wurde.
Mit der Benennung des Asteroiden wurde der frühere Bürgermeister von Hamburg Werner von Melle geehrt, der sich für die Gründung der Hamburger Universität starkgemacht hatte.

## Trivia
Der Name des Asteroiden wurde 1944 verwendet für die Taufe des US-amerikanischen Angriffsfrachtschiffs (Attack Cargo Ship) der Artemis-Klasse USS Mellena (AKA-32).